# کوزلوجا (تاش‌اوا)
کوزلوجا (به لاتین: Kozluca) یک منطقهٔ مسکونی در ترکیه است که در تاشوا واقع شده‌است.